# Горный (Ульяновская область)
Горный — поселок в Новоспасском районе Ульяновской области в составе Фабричновыселковского сельского поселения.

## География
Находится на реке Томышевка на расстоянии примерно 10 километров по прямой на северо-восток от районного центра поселка Новоспасское.

## Население
Население составляло 43 человека (русские 96%) в 2002 году, 22 по переписи 2010 года.